# Mark Deklin
Mark Scott Deklin (Pittsburgh, 3 december 1967) is een Amerikaans acteur en stuntman.

## Biografie
Deklin werd geboren in Pittsburgh en doorliep de high school aan de Thomas Jefferson High School in Jefferson Hills waar hij in 1986 zijn diploma haalde. Hierna studeerde hij af met een bachelor of arts in Engels en geschiedenis aan de Pennsylvania State University in Pennsylvania, en met een master of fine arts in acteren aan de Universiteit van Washington in Seattle.
Deklin begon in 1999 met acteren in de televisieserie Guiding Light, waarna hij nog meerdere rollen speelde in televisieseries en films. Zo speelde hij in onder andere Justice (2006-2007), GCB (2012) en Devious Maids (2014).

## Filmografie

### Films
Uitgezonderd korte films.
- 2022 Bleecker - als Clive
- 2021 Sister Swap: A Hometown Holiday - als Eric Baker
- 2020 Meet Me at Christmas - als Beau
- 2019 Christmas in Evergreen: Tidings of Joy - als Kevin Miller
- 2019 Love and Sunshine - als Jake Terry
- 2018 Christmas in Evergreen: Letters to Santa - als Kevin
- 2017 Switched for Christmas - als Greg Turner
- 2015 The Answer - als Cole sr.
- 2013 Tarzan - als John Greystoke (stem)
- 2013 The Wedding Chapel - als Roger Waters
- 2011 Family Album - als Dan Pollard
- 2010 The Wish List - als dr. Erik Cavallieri
- 2010 Riverworld - als Sam Clemens
- 2007 Never Say Macbeth - als Scott
- 2006 Mini's First Time - als Ian Boyd
- 2005 Herbie: Fully Loaded - als ESPN verslaggever
- 2005 Tides of War - als kapitein Galasso
- 2001 Nathan's Choice - als Andrew

### Televisieseries
Uitgezonderd eenmalige gastrollen.
- 2023 Glamorous - als James - 5 afl.
- 2021-2022 The Good Fight - als rechter Wick Stilton - 3 afl.
- 2020 Blue Bloods - als Donnie Hassett - 2 afl.
- 2019 The Code - als commandant Noah Hewitt - 2 afl.
- 2017-2019 Grace and Frankie - als Roy - 4 afl.
- 2017 Major Crimes - als dr. William Landon - 4 afl.
- 2017 Designated Survivor - als Jack Bowman - 5 afl.
- 2016 Rizzoli & Isles - als agent Cameron Davies - 2 afl.
- 2016 Shades of Blue - als Joe Nazario - 2 afl.
- 2014 Devious Maids - als Nicholas Deering - 13 afl.
- 2012 CollegeHumor Originals - als Thomas Jefferson - 2 afl.
- 2012 GCB - als Blake Reilly - 10 afl.
- 2011-2012 Hawaii Five-0 - als Stan Edwards - 2 afl.
- 2011 Hot in Cleveland - als Kirk Stark - 2 afl.
- 2010 Lone Star - als Trammell Thatcher - 5 afl.
- 2009 Better Off Ted - als Mordor - 2 afl.
- 2008-2009 The Ex List - als Elliott Mayer - 5 afl.
- 2006-2007 Justice - als dr. Matthew Shaw - 7 afl.
- 2006-2007 Desperate Housewives - als Bill Pearce - 2 afl.
- 2004 Frasier - als Clint - 2 afl.
- 1999 Guiding Light - als Joe - 2 afl.

### Computerspellen
- 2018 Red Dead Redemption II - als O'Driscolls
- 2017 Dishonored: Death of the Outsider - als Overseers
- 2017 Halo Wars 2 - als Jerome-092
- 2016 Dishonored 2 - als overziende
- 2016 Mafia III - als stem
- 2010 God of War: Ghost of Sparta - als Deimos
- 2010 Vanquish - als stem
- 2010 Metal Gear Solid: Peace Walker - als soldaat
- 2008 God of War: Chains of Olympus - als Deimos
- 2006 Call of Duty 3 - als majoor Gerald Ingram

### Stuntman
- 2013 Tarzan - film
- 2013 Castle - televisieserie - 1 afl.
- 2010 The Wish List - film
- 2010 Riverworld - film
- 2008 Great Performances - televisieserie - 1 afl.
- 2007 Never Say Macbeth - film
- 2007 Forced Alliance - korte film

- International Standard Name Identifier: 0000 0000 9977 4102
- Library of Congress Control Number: no2010108141
- Virtual International Authority File: 148165318
- WorldCat: E39PBJkHrHvtttXjh6XMycyPQq